# Giải bóng đá vô địch quốc gia Turkmenistan 2006
Giải bóng đá vô địch quốc gia Turkmenistan 2006 hay Ýokary Liga 2006 là mùa giải thứ 14 của giải bóng đá chuyên nghiệp Turkmenistan. Có 8 đội tham gia năm 2006.

## Bảng xếp hạng
|   | Đội bóng                  | St | T  | H | B  | BT | BB | HS  | Đ  |
| - | ------------------------- | -- | -- | - | -- | -- | -- | --- | -- |
| 1 | HTTU Aşgabat (vô địch)    | 28 | 16 | 7 | 5  | 56 | 30 | +26 | 55 |
| 2 | Nebitçi Balkanabat        | 28 | 15 | 6 | 7  | 38 | 19 | +19 | 51 |
| 3 | FC Aşgabat                | 28 | 14 | 6 | 8  | 40 | 24 | +16 | 48 |
| 4 | Şagadam Türkmenbaşy       | 28 | 12 | 5 | 11 | 39 | 39 | 0   | 41 |
| 5 | Köpetdag Aşgabat          | 28 | 10 | 9 | 9  | 39 | 38 | +1  | 39 |
| 6 | Turan Daşoguz             | 28 | 9  | 6 | 13 | 33 | 44 | -11 | 33 |
| 7 | Merw Mary                 | 28 | 7  | 4 | 17 | 22 | 51 | -27 | 25 |
| 8 | Nisa Aşgabat (xuống hạng) | 28 | 4  | 7 | 17 | 22 | 44 | -22 | 19 |